# Nymphon sluiteri
Nymphon sluiteri är en havsspindelart som beskrevs av Hoek, P.P.C. 1901. Nymphon sluiteri ingår i släktet Nymphon och familjen Nymphonidae. Inga underarter finns listade i Catalogue of Life.